# 토고 (영화)
《토고》(영어: Togo)는 2019년 공개된 미국의 드라마 영화이다. 에릭슨 코어가 감독을 맡았으며, 노르웨이의 썰매견 조련사 겸 썰매꾼 레너드 세펄러(Leonhard Seppala)와 그의 썰매견 토고의 실화를 다룬 작품이다.